# Diplomoceras
Diplomoceras es un género extinto de amonite incluido en la familia Diplomoceratideae y el orden Ammonitida. Se han encontrado fósiles de especies dentro de este género en los sedimentos del Cretácico (rango de edad: de 89.3 a 66.043 millones de años atrás). Lo que destaca de este animal es la extraña forma de clip que tiene.

## Historia
La especie tipo, Diplomoceras cylundraceum, fue nombrada en 1816 como Baculites cylindraceum y fue renombrada en 1900.

## Galería

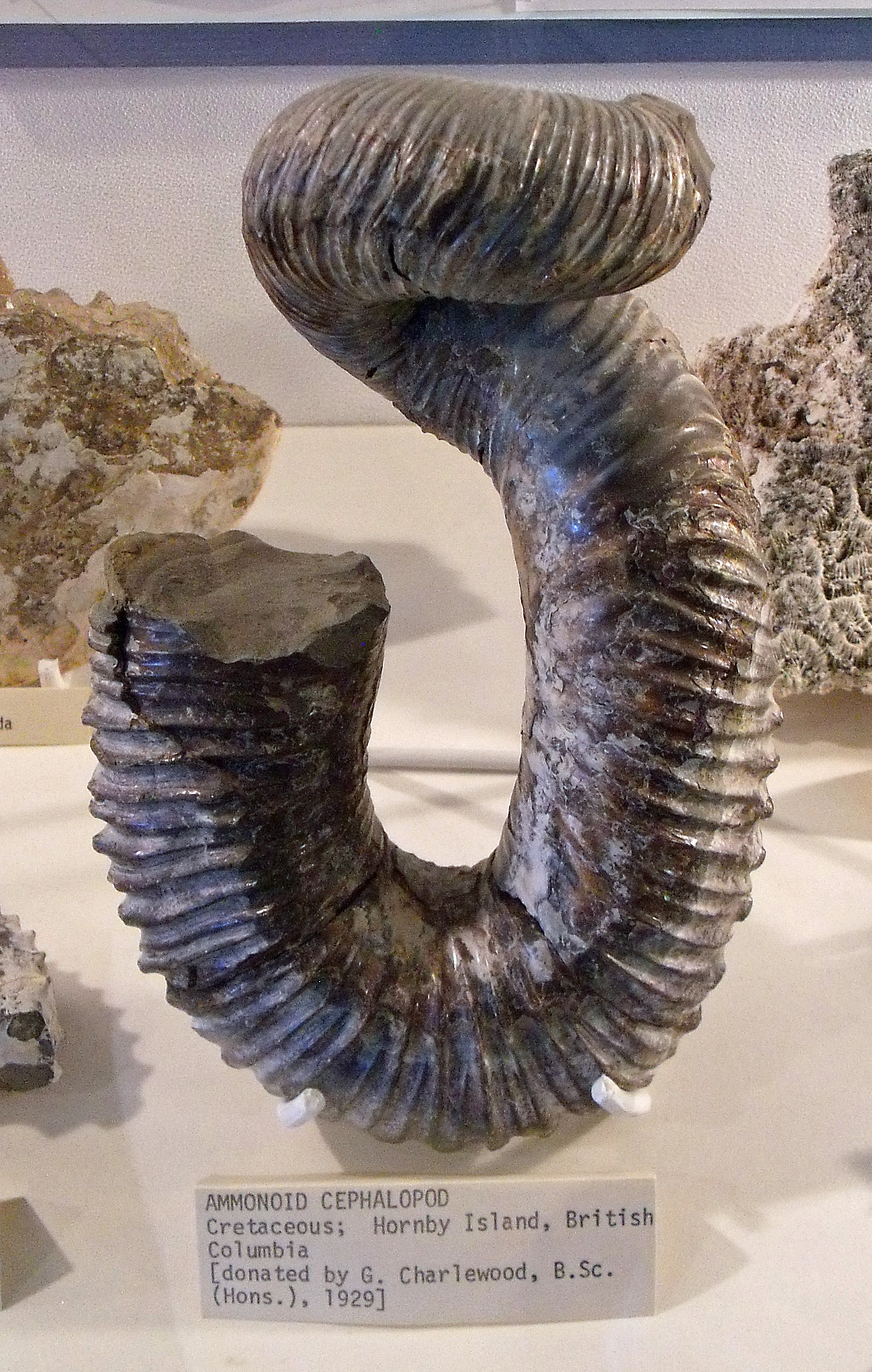
Fósiles conocidos como Diplomoceras o Nostoceras
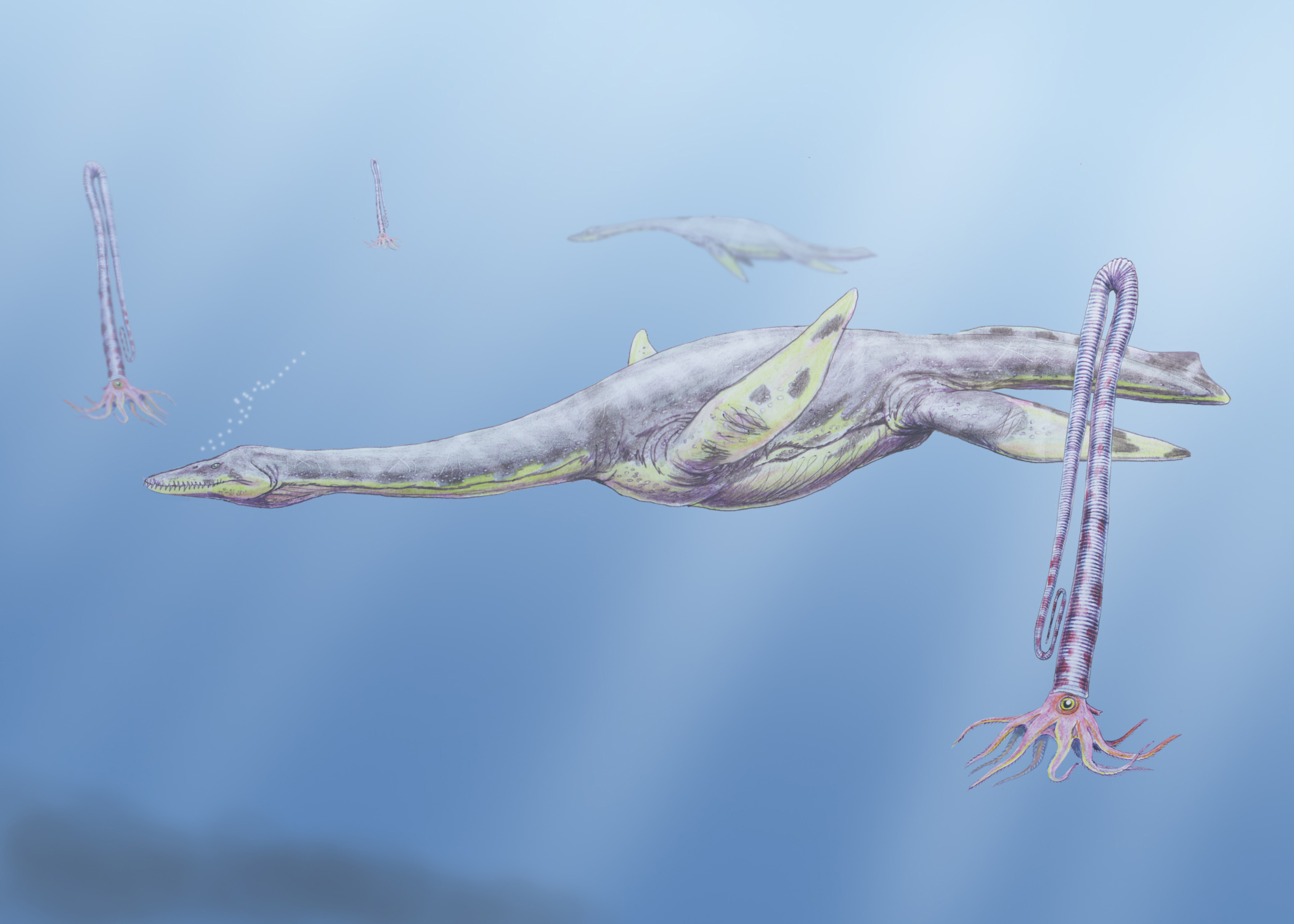
Un Aristonectes siendo invadido por Diplomoceras